# Objetivo de Desenvolvimento Sustentável 11
O Objetivo de Desenvolvimento Sustentável 11 (ODS 11), também conhecido como Objetivo Global 11, tem como título “Cidades e Comunidades Sustentáveis”. Ele faz parte dos 17 Objetivos de Desenvolvimento Sustentável estabelecidos pela Assembleia Geral das Nações Unidas em 2015. A missão oficial do ODS 11 é “Tornar as cidades inclusivas, seguras, resilientes e sustentáveis”. Esses 17 ODS reconhecem que as ações em uma área afetam os resultados em outras áreas e que o desenvolvimento deve equilibrar a sustentabilidade social, econômica e ambiental
O Objetivo de Desenvolvimento Sustentável 11 possui 10 metas a serem alcançadas, e isso é avaliado por meio de 15 indicadores. Os sete objetivos finais incluem:
1. Habitação segura e acessível
2. Sistemas de transporte acessíveis e sustentáveis
3. Urbanização inclusiva e sustentável
4. Proteção do patrimônio cultural e natural mundial
5. Redução dos efeitos adversos dos desastres naturais
6. Redução dos impactos ambientais das cidades
7. Fornecimento de acesso a espaços verdes e públicos seguros e inclusivos

Os três meios para a implementação dessas metas incluem:
1. Planejamento forte de desenvolvimento nacional e regional
2. Implementação de políticas de inclusão, eficiência de recursos
3. Redução do risco de catástrofes, especialmente em apoio aos países menos desenvolvidos, visando à construção sustentável e resiliente.

Atualmente, 3,9 mil milhões de pessoas, o que equivale à metade da população mundial, residem em cidades ao redor do globo. Estima-se que até 2030, esse número aumentará para 5 mil milhões. Embora as cidades ocupem apenas 3% das terras do planeta, elas são responsáveis por 60-80% do consumo de energia e 75% das emissões de carbono. Desafios significativos surgem em relação à viabilidade e segurança dessas cidades para atender às crescentes demandas futuras.

## Fundo
O ODS 11 aborda questões relacionadas a favelas, gestão e planejamento de assentamentos humanos, mitigação e adaptação às mudanças climáticas e economias urbanas. Antes da adoção da Agenda 2030, o Objetivo de Desenvolvimento do Milênio 7, meta 4, instava a esforços para alcançar uma “melhoria significativa nas vidas de pelo menos 100 milhões de moradores de bairros degradados” até 2020.
Houve um rápido crescimento das megacidades, especialmente nos países em desenvolvimento. Em 1990, existiam dez megacidades com 10 milhões de habitantes ou mais. Já em 2014, esse número aumentou para 28 megacidades, abrigando um total de 453 milhões de pessoas. Quanto às favelas, os dados indicam que 828 milhões de pessoas vivem nelas atualmente, com a maioria concentrada no Leste e Sudeste Asiático.
O ODS 11 simboliza uma mudança na cooperação internacional para o desenvolvimento. Antes, o foco estava na pobreza como um fenômeno rural. Agora, reconhecemos que as cidades, especialmente no sul global, enfrentam grandes desafios relacionados à pobreza extrema, degradação ambiental e riscos decorrentes das alterações climáticas e desastres naturais.

## Metas, indicadores e progresso

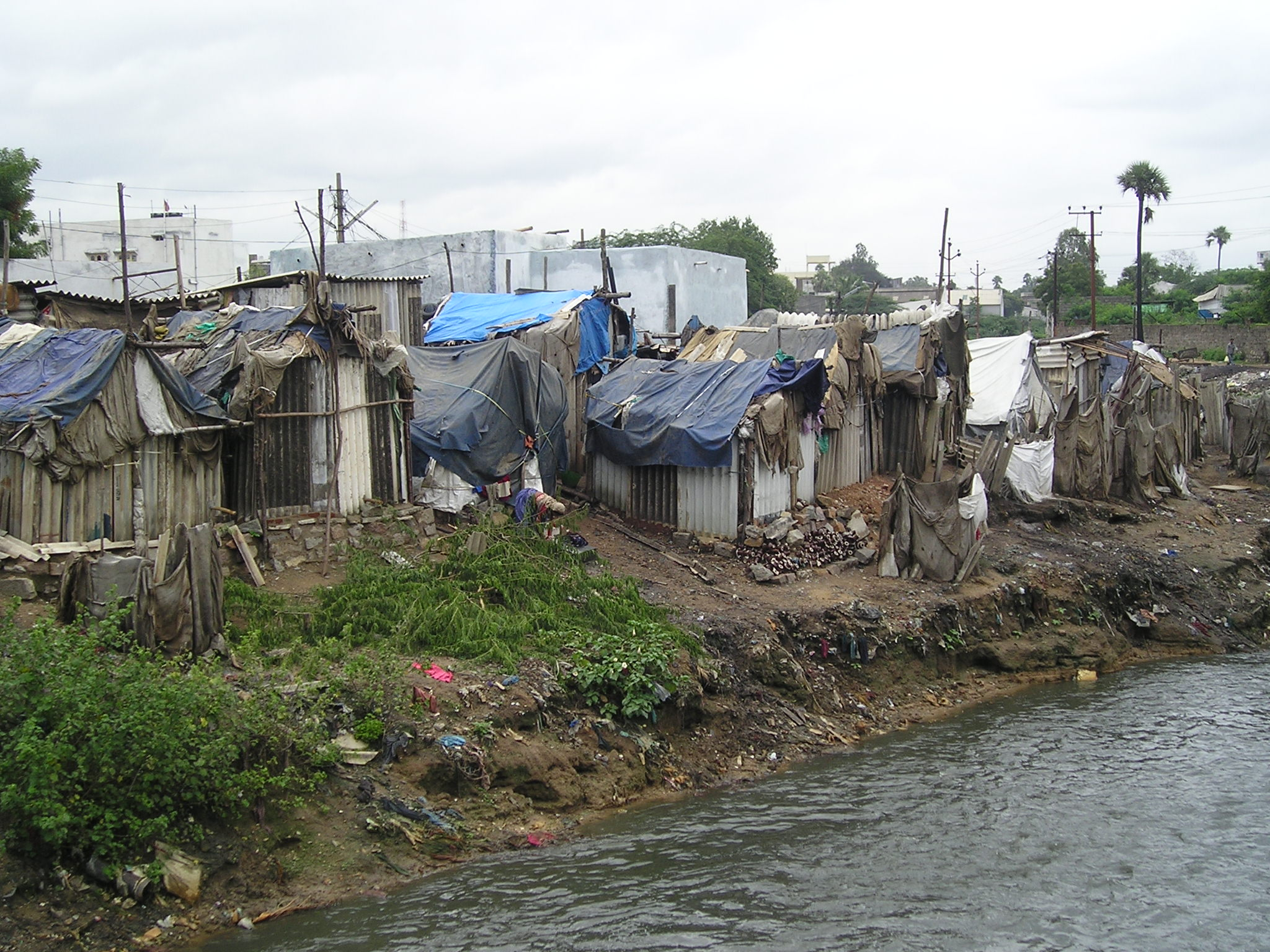
Favelas de Hyderabad na Índia

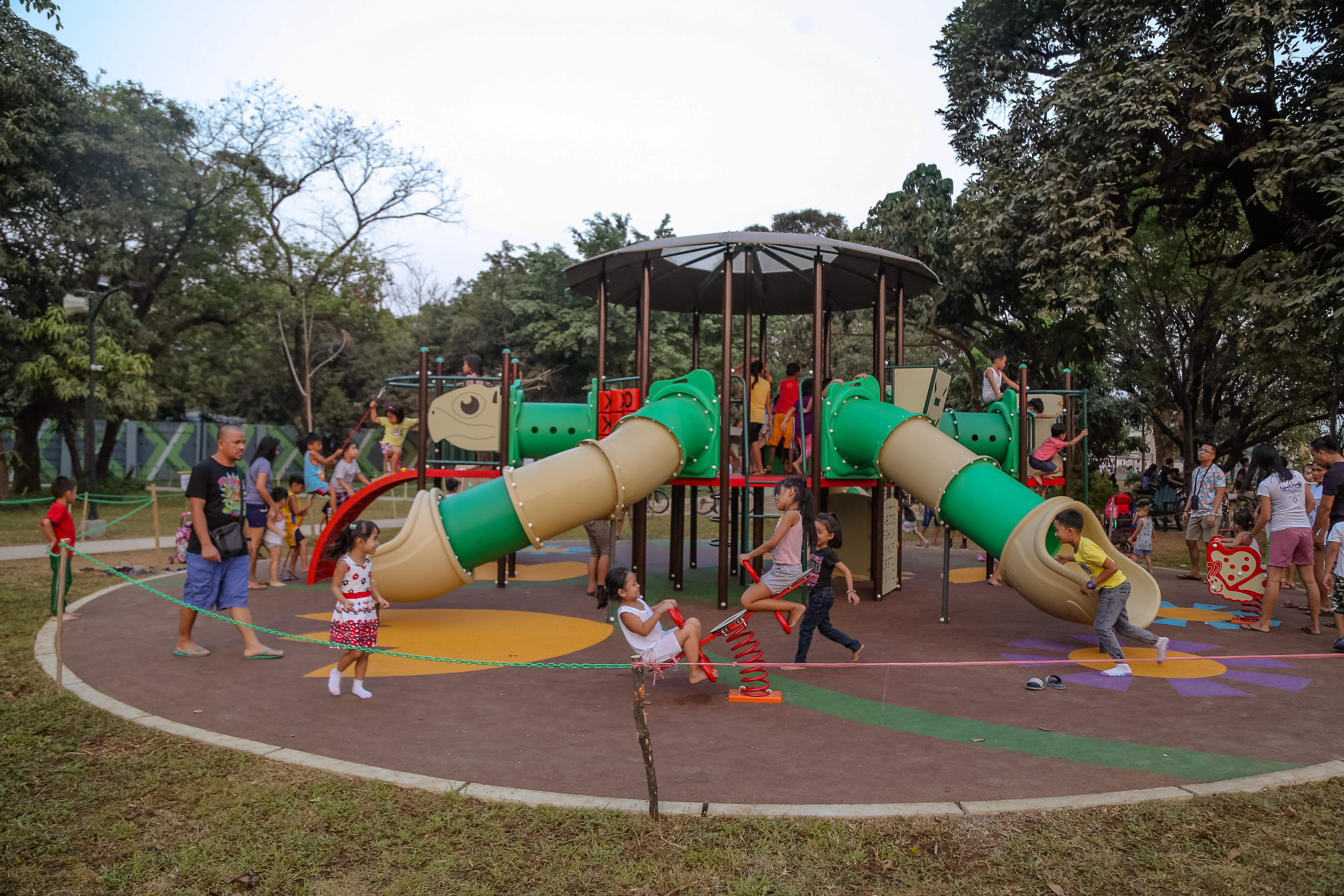
Parquinho para crianças e famílias em Valenzuela, Filipinas

A Organização das Nações Unidas (ONU) estabeleceu 10 metas e 15 indicadores para o Objetivo de Desenvolvimento Sustentável 11 (ODS 11). Essas metas delineiam os objetivos, enquanto os indicadores servem como métricas para monitorar o progresso em direção a essas metas. Os detalhes:
1. Seis metas devem ser alcançadas até 2030.
2. Uma meta deve ser alcançada até 2020.
3. Três metas não têm anos-alvo específicos.

Cada uma dessas metas é acompanhada por um ou dois indicadores que serão utilizados para medir o progresso em direção à sustentabilidade urbana e ao desenvolvimento resiliente.

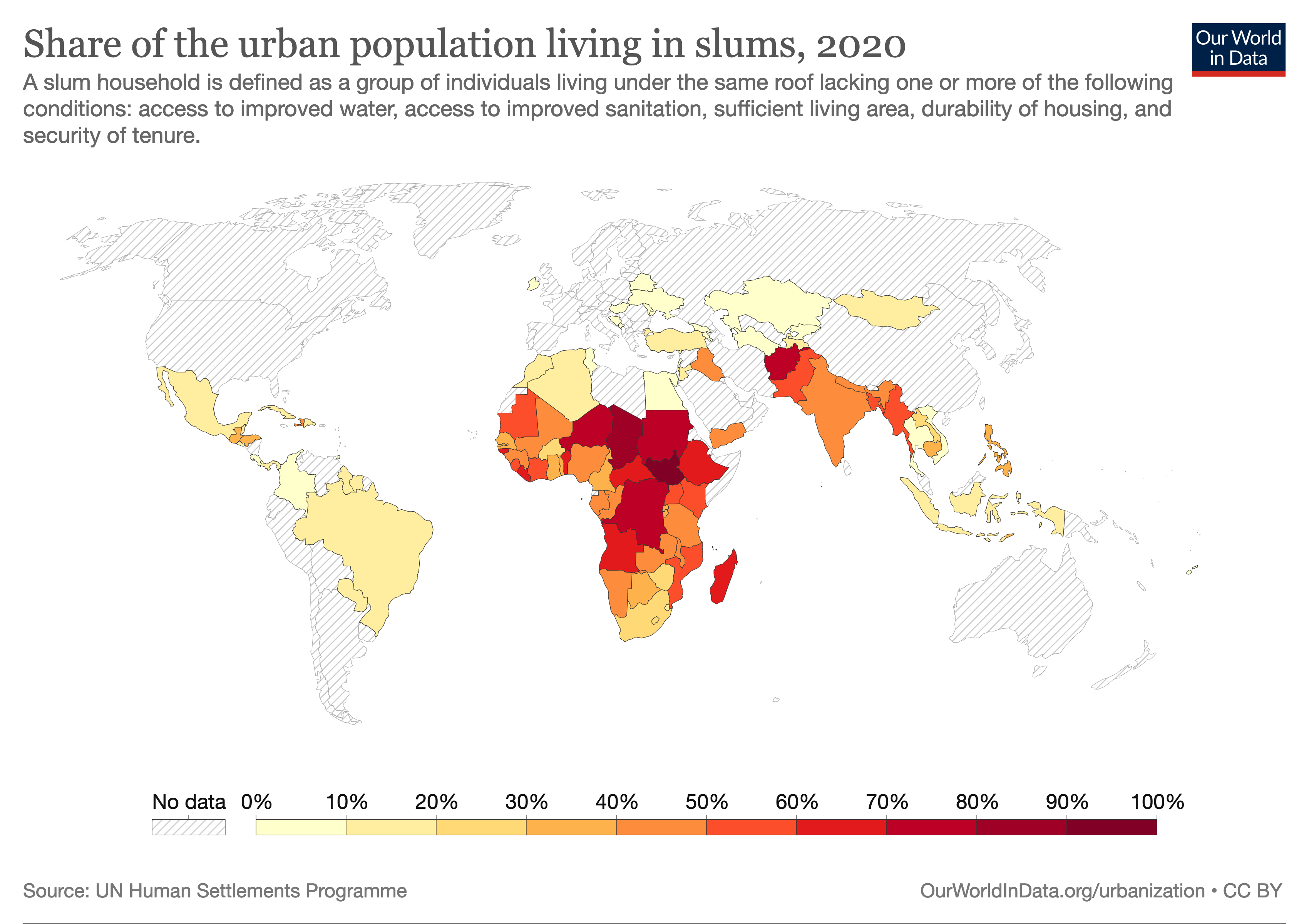
Proporção de pessoas que vivem em favelas

## Monitoramento
Os relatórios de progresso de alto nível são preparados anualmente pelo Secretário-Geral das Nações Unidas para avaliar o progresso em direção a todos os Objetivos de Desenvolvimento Sustentável. O relatório mais recente, publicado em 2021, aborda os esforços das entidades que compõem o Sistema ONU no Brasil em cinco eixos estratégicos: Pessoas, Planeta, Prosperidade, Paz e Parceria. Essas ações visam apoiar o Brasil na promoção do desenvolvimento sustentável e também priorizam a assistência às populações mais vulneráveis em resposta aos efeitos da COVID-19.
Em 2018, o Fórum Político de Alto Nível (HLPF) realizou uma avaliação do progresso em relação aos Objetivos de Desenvolvimento Sustentável. Durante esse fórum, foram discutidos o progresso, os sucessos, os desafios e as lições aprendidas no caminho para um mundo mais justo, pacífico, próspero e um planeta saudável até 2030. O ODS 11 foi um dos seis ODS que receberam uma análise aprofundada durante essas discussões.
Infelizmente, o progresso no ODS 11 foi paralisado pela pandemia de COVID-19. Os impactos diretos e indiretos dessa crise tornam cada vez menos provável que esse objetivo seja alcançado dentro do prazo estabelecido.
Todos os estados membros da ONU estão comprometidos em acompanhar seus progressos na implementação da Agenda 2030 e seus objetivos e metas. Quase todos os estados membros da ONU apresentaram seu progresso nacional em direção aos Objetivos de Desenvolvimento Sustentável (ODS) por meio da Revisão Nacional Voluntária (VNR). Apesar da relevância das cidades no contexto do desenvolvimento sustentável, apenas algumas iniciativas surgiram para avaliar o progresso em direção aos Objetivos de Desenvolvimento Sustentável (ODS) em nível urbano.

## Desafios

### Impactos da pandemia de COVID-19
Cidades de diversos países se tornaram epicentros da COVID-19. Aproximadamente 60% dos casos de COVID-19 foram identificados em áreas urbanas, evidenciando o papel das cidades na geração e disseminação acelerada da pandemia. O congestionamento e o aumento da mobilidade urbana foram apontados como importantes fatores contribuintes para a propagação de epidemias por meio de aerossóis, gotículas e fômites.
A pandemia da COVID-19 evidenciou as desigualdades profundamente enraizadas nas cidades, resultando em impactos desproporcionais sobre migrantes, sem-abrigo e residentes de bairros de lata urbanos e aglomerados informais. Para alcançar o sucesso do Objetivo de Desenvolvimento Sustentável 11  no cenário pós-pandemia, é essencial uma ação coordenada por parte dos governos em todos os níveis, da sociedade civil e dos parceiros de desenvolvimento.
Durante a crise, as cidades surgiram como motores da recuperação econômica, centros de inovação e catalisadores da transformação social e econômica. As tecnologias e soluções para cidades inteligentes têm contribuído para a resiliência urbana, permitindo a coleta e troca de informações em tempo real, reduzindo riscos e aprimorando as capacidades de planejamento, absorção e adaptação.

## Relação com outros ODS
O ODS 11 está interligado com muitos dos outros ODS como o impacto na saúde ( ODS 3, Meta 3.9) dos habitantes das cidades, bem como a melhoria da resiliência das cidades às catástrofes naturais e induzidas pelas alterações climáticas. Está relacionado com o ODS 6 (meta 6.1, 6.2 e 6.5), ODS 12 (meta 12.4), ODS 14 (meta 14.3). Por último, reduzir o impacto das doenças transmissíveis e da mortalidade materna e infantil que pode ser encontrado no ODS 3.
Além disso, o ODS 11 está interligado com o ODS 13 sobre ação climática : as cidades do mundo são responsáveis por 60-80% do consumo de energia e 75% das emissões de carbono (isto porque 4,2 bilhão de pessoas, ou 55% da população mundial, viviam em cidades em 2018).

## Organizações

### Sistema ONU
- Iniciativa Unidos por Cidades Sustentáveis Inteligentes (U4SSC), que tem sido piloto para monitorar projetos de Objetivos de Desenvolvimento Sustentável (ODS) relacionados ao ambiente urbano[29]
- Banco Interamericano de Desenvolvimento (BID)
- Organização das Nações Unidas para o Desenvolvimento Industrial (UNIDO)
- Comissão Económica das Nações Unidas para África (CEA)
- Estratégia Internacional das Nações Unidas para Redução de Desastres (UNISDR)
- [30] Programa das Nações Unidas para Assentamentos Humanos .

## links externos
- Plataforma de Conhecimento sobre Desenvolvimento Sustentável da ONU – ODS 11
- Campanha “Objetivos Globais” – ODS 11
- SDG-Track.org – ODS 11
- ODS 11 da ONU nos EUA